# Fodom (formaggio)
Il fodom è un formaggio di latte vaccino tipico di Livinallongo del Col di Lana (in ladino Fodom), comune dell'alto Cordevole (provincia di Belluno).
Assieme al renaz e al contrin è prodotto esclusivamente dalla Latteria cooperativa di Livinallongo dal 1983.

## Descrizione
Il fodom viene prodotto da latte prevalentemente di bruna alpina in forme cilindriche di 8–10 cm di altezza, 30 cm di diametro e 5 kg di peso. Ha pasta non molto compatta color giallo paglierino, che diventa nocciola chiaro in vicinanza della crosta. Presenta occhiatura diffusa e uniforme con buchi del diametro di 3–4 mm. La crosta è color nocciola, liscia e sottile.
Di consistenza elastica e semimolle, ha gusto acidulo appena tendente all'amarognolo.
Va consumato dopo una stagionatura di 60-90 giorni.